# فرهنگ لغات و اصطلاحات فلسفی
فرهنگ لغات و اصطلاحات فلسفی کتابی از جعفر سجادی است که در سال ۱۳۳۸ منتشر و برندهٔ جایزه کتاب سال سلطنتی شد.